# Оук-Гроув (округ Беррон, Вісконсин)
Оук-Гроув (англ. Oak Grove) — місто (англ. town) в США, в окрузі Беррон штату Вісконсин. Населення — 960 осіб (2020).

## Демографія
Згідно з переписом 2010 року, у місті мешкало 948 осіб у 361 домогосподарстві у складі 278 родин. Було 409 помешкань
Расовий склад населення:
| - 97,9 % — білих - 0,9 % — чорних або афроамериканців - 0,4 % — азіатів - 0,1 % — корінних американців |

До двох чи більше рас належало 0,4 %. Частка іспаномовних становила 1,4 % від усіх жителів.
За віковим діапазоном населення розподілялося таким чином: 24,6 % — особи молодші 18 років, 61,6 % — особи у віці 18—64 років, 13,8 % — особи у віці 65 років та старші. Медіана віку мешканця становила 42,7 року. На 100 осіб жіночої статі у місті припадало 100,0 чоловіків;  на 100 жінок у віці від 18 років та старших — 103,7 чоловіків також старших 18 років.
Середній дохід на одне домашнє господарство  становив 69 487 доларів США (медіана — 59 219), а середній дохід на одну сім'ю — 77 924 долари (медіана — 69 125). Медіана доходів становила 44 000 доларів для чоловіків та 41 750 доларів для жінок. За межею бідності перебувало 11,1 % осіб, у тому числі 16,5 % дітей у віці до 18 років та 10,9 % осіб у віці 65 років та старших.
Цивільне працевлаштоване населення становило 495 осіб. Основні галузі зайнятості: освіта, охорона здоров'я та соціальна допомога — 20,6 %, виробництво — 16,8 %, будівництво — 11,3 %, роздрібна торгівля — 10,1 %.